# Rex Hagon
Rex Hagon (Toronto, 13 dicembre 1947) è un attore e doppiatore canadese.

## Filmografia parziale
- 1963-1965: I rangers della foresta (The Forest Rangers)
- 1969: Adventures in Rainbow Country
- 1970-1974: Drop-In
- Anni settanta: Polka Dot Door
- 1971: The Reincarnate
- 1981-1982: The Science Alliance
- 1988-1989: Scuola di polizia

## Doppiatori italiani
- Roberto Colombo in Scuola di polizia (episodio 2 e 35)
- Riccardo Mantani in Scuola di polizia (episodio 62)